# Tycha
Tycha (ukr. Тиха) – wieś w rejonie samborskim (wcześniej w rejonie starosamborskim) obwodu lwowskiego Ukrainy. Wieś liczy około 223 mieszkańców. Leży nad rzeką Linynka. Podlega wełykosilskiej silskiej radzie.
Wieś należała do ekonomii samborskiej.
W 1921 liczyła około 407 mieszkańców. Przed II wojną światową należała do powiatu starosamborskiego.